# Club XXIe siècle
 (juin 2017).
Le Club XXIe siècle est une association française loi de 1901 fondée en 2004. Il se donne pour mission de promouvoir une vision positive de la diversité, de l’égalité des chances et de la méritocratie républicaine auprès des décideurs des mondes économiques, politiques et médiatiques.

## Histoire
Si le nom du Club fait référence au très sélect « Le Siècle », il s'en distingue en mobilisant en premier lieu dans l'élite issue de la diversité socioculturelle. S'il est principalement composé de cadres dirigeants du secteur privé, il rassemble également des profils issus des secteurs public (hauts fonctionnaires), culturel ou encore artistique. Principalement composé de membres issus de la diversité, le Club se veut cependant être un reflet de la société française et ne pose donc aucun critère d'origine à l'acceptation de ses membres.
L'initiative de la création de ce Club a été prise en 2004 par Rachida Dati, Morad Ait-Habbouche et son premier Président, Hakim El Karoui jusqu'en 2012, année où Fleur Pellerin en est devenue présidente) et par une vingtaine de membres fondateurs dont Rama Yade, , Chenva Tieu, Rachida Dati et un ex-conseiller de Jacques Chirac, Béchir Mana, secrétaire adjoint au ministère de la Défense. Rachida Dati a, depuis, dû quitter le club, « le gotha des minorités ne souhaitant pas devenir une officine sarkozyste », selon l'expression du Nouvel Observateur.
Surnommé « le 21 » par ses membres, le Club XXIe siècle se définit comme un collectif de femmes et d’hommes incarnant, par leurs parcours inspirants, l’ambition et le succès de la diversité : « porter par les actions et l’exemplarité de l'engagement une vision pragmatique et positive de l’égalité des chances et de la méritocratie républicaine » est le credo de cette association.

## Actions
Le Club XXIe siècle se présente à la fois comme un do tank et un think tank dont le champ d’action prioritaire est la diversité socio-culturelle se déployant sur deux axes :
D'une part, accompagner les personnes issues de la diversité dans leurs choix et leur évolution professionnelle avec les Entretiens de l'Excellence, Viens Voir Mon Taf, Article 1 et Talents des Cités, le mentoring de femmes issues de la diversité et rencontrant un "double plafond de verre" avec Revel@Her, de femmes entrepreneures avec l’incubateur Stand Up HEC, ou encore le suivi de projets pour la promotion de la diversité au sein des métiers du numérique avec French Tech Tremplin.
D'autre part, l'influence ou lobbying auprès des décideurs publics et privés à travers la diffusion d’idées et d’outils destinés à développer son influence : l'Annuaire des Administrateurs indépendants, la promotion de la diversité dans l’univers médiatique avec l’Annuaire Expertise Plus, et plusieurs événements régulièrement organisés autour de personnalités (petits déjeuner et dîners-débats), Trophées XXI de la Diversité...

## Gouvernance

### Présidence
Le président ou la présidente est élu pour un mandat d'une durée de deux ans par les membres du club. Les statuts de l'association ont été modifiés en janvier 2020 pour permettre l'élection d'une coprésidence à la tête du Club  XXIe siècle. Les deux coprésidentes sont, depuis le 27 janvier 2022, Batoul Hassoun et Elsa Mainville.

### Bureau
Le bureau est l’instance exécutive du Club XXIe siècle. Nommés par la présidence du club, les membres du bureau pilotent au quotidien la stratégie et les actions de l'association, se réunissant régulièrement (de une à trois fois par mois) pour passer en revue les projets en cours, le travail des différents groupes thématiques et prendre les décisions opérationnelles qui relèvent de sa compétence. 

### Conseil d’administration
Le conseil d’administration est l’instance délibérante du Club XXIe siècle. Élus par les membres de l'association, les administrateurs sont consultés sur les principales décisions liées à la vie du club. Ils se réunissent régulièrement pour débattre des grandes orientations stratégiques de l'association et voter les décisions majeures. 

### Comité d'orientation
Créé en 2019, ce comité a pour objectif de renforcer les moyens de réflexion, d’actions et de rayonnement du Club XXIe siècle. Doté d’un rôle consultatif auprès des organes de gouvernance de l’association (bureau et conseil d’administration), il s’inscrit dans une démarche transversale et décloisonnée qui se veut non partisane.
Il est composé de femmes et d’hommes aux profils et aux parcours divers : Brigitte Baccaïni, Patrick Banon, Viviane de Beaufort, Pascal Blanchard, Kat Borlongan, Méka Brunel, Mercedes Erra, Leila Ghandi, Eric Hazan, Mémona Hintermann, Olivier Laouchez, Aïssa Maïga, Antoine Sire, Lilian Thuram, Jean-Noël Tronc et Daniel Truong-Loi.

### Anciens présidents du Club
- De 2004 à 2010 : Hakim El Karoui
- De 2010 à 2012 : Fleur Pellerin
- De 2012 à 2014 : Pap’ Amadou Ngom
- De 2014 à 2016 : Najoua Arduini-Elatfani
- De 2016 à 2018 : Haïba Ouaissi
- De 2018 à 2019 : Jacques Galvani[12], remplacé en novembre 2019 par Fatiha Gas (par intérim)[13].
- De 2020 à 2022 : coprésidence[14] de Laëtitia Hélouet et Boris Janicek, suivi par la présidence de Laëtitia Hélouet
- Depuis février 2022 : coprésidence[15] de Batoul Hassoun et Elsa Mainville.